# Inna Scheschkil
Inna Jurjewna Scheschkil, verheiratete Iwanowa, bisweilen auch als Irina Scheschkil bekannt, (russisch Инна Юрьевна Шешкиль, später Инна Юрьевна Иванова; * 20. Juni 1971 in Makinsk, Oblast Aqmola der damaligen Sowjetunion) ist eine frühere kasachische, später belarussische Biathletin, die heute in Baschkortostan lebt.
Inna Scheschkil begann in jungen Jahren mit dem Leistungssport, ihr Vater war Trainer an einer Sportschule in Makinsk. Sie besuchte ein Sportinstitut in Almaty, wo ihr Talent für Biathlon entdeckt wurde. Nach weniger als drei Jahren schaffte sie 1991 den Sprung in die Juniorennationalmannschaft der UdSSR, noch vor dem Zusammenbruch der Sowjetunion. Sie wurde gegen große Widerstände als eine von wenigen nichtrussischen Athleten in die Mannschaft der UdSSR und nachfolgend der Gemeinschaft Unabhängiger Staaten berufen und nahm an den Biathlon-Weltmeisterschaften 1992 für die Mannschaft der GUS teil. Im Mannschaftswettbewerb gewann sie in Nowosibirsk zusammen mit Jelena Belowa, Anfissa Reszowa und Swetlana Petschorskaja hinter dem Team aus Deutschland die Silbermedaille. 1994 debütierte sie für Kasachstan startend im Biathlon-Weltcup. In Ruhpolding belegte sie im Einzel Rang 44. Bis zu den Olympischen Winterspielen 1994 in Lillehammer war sie in vier Weltcup-Rennen gestartet, ohne dabei Punkte gewonnen zu haben. Im Einzel erreichte sie Platz 29. Eine einer Sensation gleichkommende Überraschung war das Sprintrennen Scheschkils. Nur um 3,9 Sekunden verpasste sie hinter Walentyna Zerbe die Bronzemedaille, ein Sturz kurz vor dem Ziel verhinderte einen Medaillengewinn. Es sollte dennoch der größte Einzelerfolg in der Karriere der Kasachin sein. Am Holmenkollen in Oslo gewann sie als 24. im Einzel und als 21. im Sprint zu Beginn der Weltcup-Saison 1994/95 ihre ersten Weltcuppunkte. Kurz darauf kam sie als Sprint-Fünfte in Osrblie erneut unter die besten zehn. In der Folgezeit platzierte sich die Kasachin immer wieder in den Punkterängen, setzte dann aber wegen der Geburt ihrer Tochter ein Jahr mit dem Biathlon aus. Bei den ersten Sommerbiathlon-Weltmeisterschaften 1996 in Hochfilzen gewann die Kasachin die Bronzemedaille im Sprintrennen. Bei den Biathlon-Weltmeisterschaften 1997 erreichte Scheschkil im Einzel Platz 21, im Sprint Platz 48, mit dem Team den zwölften Rang und mit der kasachischen Staffel Platz 6, was als große Überraschung angesehen wurde. 1998 startete sie in Nagano zum zweiten Mal bei Olympischen Spielen. Nach einem 54. Rang im Einzel wurde sie 20. im Sprint und Elfte mit der Staffel. Zunächst hatte sie nach den Olympischen Spielen von Nagano ihr Karriereende angekündigt, nachdem es zu Differenzen mit dem neu eingesetzten Trainerstab Kasachstans gekommen war. Sie setzte ihre Karriere aber ohne Trainer fort und gewann die Gesamtwertung des Europacups der Saison 1998/99, zudem drei Einzelrennen, wurde sechs Mal Zweite und zweimal Dritte. Bis zum Ende der Saison trat sie für Kasachstan an und wechselte dann zum belarussischen Verband. Der Wechsel folgte auf Vermittlung durch ihre Freundin Swetlana Paramygina gemeinsam mit ihrem Ehemann Waleri Iwanow, ebenfalls Biathlet. Der neu eingesetzte Trainer von Belarus, Alexander Popow, holte erfolgversprechende Athleten aus den Nachfolgestaaten der Sowjetunion in das belarussische Team. Nennenswerte Erfolge erreichte Scheschkil jedoch nicht mehr im Weltcup. Zum Ende ihrer Karriere startete Scheschkil in Zakopane bei den Biathlon-Europameisterschaften 2000. Im Sprint wurde sie 13., in der Verfolgung 15. Mit der Staffel verpasste sie als Vierte zum Karriereende knapp eine Medaille. Nachdem es mit der belarussischen Mannschaftsführung unter Nikolai Sacharow erneut zu Differenzen gekommen war, beendete sie endgültig ihre Karriere. Scheschkil wurde der Titel Verdienter Meister des Sports verliehen. Sie hat mit ihrem Mann Waleri eine Tochter (1996), lebt zurückgezogen und wohnte bis 2010 in der Geschlossenen Stadt Meschgorje.

## Biathlon-Weltcup-Platzierungen
Die Tabelle zeigt alle Platzierungen (je nach Austragungsjahr einschließlich Olympische Spiele und Weltmeisterschaften).
- 1.–3. Platz: Anzahl der Podiumsplatzierungen
- Top 10: Anzahl der Platzierungen unter den ersten zehn (einschließlich Podium)
- Punkteränge: Anzahl der Platzierungen innerhalb der Punkteränge (einschließlich Podium und Top 10)
- Starts: Anzahl gelaufener Rennen in der jeweiligen Disziplin

| Platzierung                                         | Einzel | Sprint | Verfolgung | Massenstart | Team | Staffel | Gesamt |
| --------------------------------------------------- | ------ | ------ | ---------- | ----------- | ---- | ------- | ------ |
| 1. Platz                                            |        |        |            |             |      |         |        |
| 2. Platz                                            |        |        |            |             | 1    |         | 1      |
| 3. Platz                                            |        |        |            |             |      |         |        |
| Top 10                                              |        | 2      |            |             |      | 3       | 5      |
| Punkteränge                                         | 4      | 10     |            |             | 3    | 4       | 21     |
| Starts                                              | 16     | 21     | 4          |             | 3    | 4       | 48     |
| Stand: Nach Karriereende, Ergebnisse nicht komplett |        |        |            |             |      |         |        |